# Mogo
Mogo – miasto w Australii, w stanie Nowa Południowa Walia.